# Musulamis

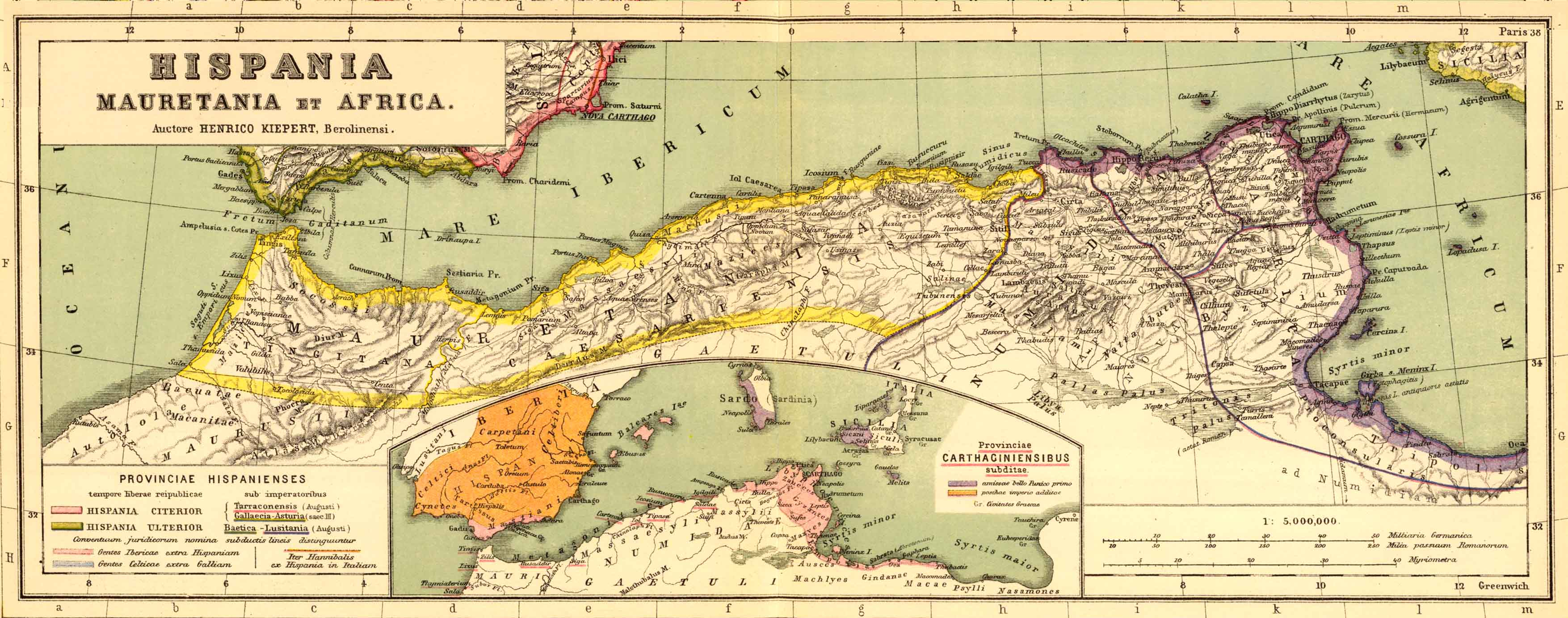
Les províncies de Mauretània i Numídia, amb els territoris meridionals dels musulamis i gètuls.

Els musulamis (llatí: Musulamii) foren un poble de llengua amaziga que vivia al sud de Theveste i del massís muntanyenc de l'Aurès, a la futura província romana de Numídia, l'actual Algèria nord-oriental. Limitaven a l'oest amb la Mauretània, a l'est amb la província romana de l'Àfrica proconsular i al sud amb el desert del Sàhara.

## Història

### A l'època d'August
D'aquest poble n'hi ha poca informació dels escriptors contemporanis. Sabem que sota August foren combatuts el 3-5 d.C. Luci Passiè Ruf (cònsol del 4 aC) esdevingué governador de la província de l'Àfrica proconsular, va obtenir el ornamenta triumphalia per haver derrotat les poblacions nòmades dels gètuls i dels musulamis.
I encara el 5-6 d.C. un tal Cos Corneli Lèntul Getúlic (cònsol l'1 aC) va vèncer primer els musulami i després els gètuls, que vivien a l'oest i sud de Mauretània. també va obtenir l' ornamenta triumphalia i el seu fill podria reclamar el cognom de Gaetulicus (Getúlic).

### A l'època de Tiberi
Els musulamis semblaven sotmesos definitivament, però el 17 va esclatar una revolta seriosa d'aquest poble, oprimit pels imposts excessius de l'estat romà. Sota la direcció d'un númida anomenat Tacfarines, que havia lluitat entre les tropes auxiliars romanes i després va desertar. A la província senatorial d'Àfrica s'hi van enviar alguns ambaixadors per negociar amb els rebels sense èxit, mentre que els generals enviats posteriorment pel Senat romà, no va poder imposar-se en aquesta guerra, a causa dels mètodes de guerrilla imposats pels pobles indígenes.
Pel 19-20 d.C.	Tiberi es va veure obligat després de dos o tres anys de mals resultats de la guerra a enviar temporalment des de Pannònia tota la Legió IX Hispana, i potser fins i tot algunes vexillationes (destacaments legionaris de la legió VIII Augusta).
Pel 21 fou enviat al teatre de guerra Quint Juni Bles, oncle d'Luci Eli Sejà. Aquest últim, sembla que després d'alguns bons resultats, encara que fossin parcials, va obtenir l' ornamenta triumphalia.
Pel 24 d.C. el successor de Juni Bles, Corneli Dolabel·la, va aconseguir capturar i matar Tacfarines, modificant la tàctica fins aleshores improductiva, dividint les seves tropes en quatre columnes mòbils, amb l'ajuda de Ptolemeu de Mauritània, qui recentment havia succeït al seu pare Juba, qui va obtenir el reconeixement formal de socius et amicus populi romani.
Amb la restauració de la pau a la província d'Àfrica la prosperitat va tornar ràpidament, així ho demostren els molts edificis públics construïts durant el regnat de Tiberi a Dougga o Bul·la Règia. L'Àfrica va continuar, d'altra banda, sent un dels principals graners de l' imperi. Va ser durant aquest període que la Legió III Augusta va ser transferida a Ammaedara.
Pel 44-45 es va produir una última revolta dels musulamis, en què el nou governador d'Àfrica, Servi Sulpici Galba (el futur emperador) va reprimir amb gran rapidesa. No es recorden altres episodis posteriors fins a la conquesta d'Àfrica pels vàndals. L'emperador Claudi va crear una colònia a Oppidum Novum a la fèrtil vall del Chéliff.

### Cohorts auxiliars de l'exèrcit romà
Després de la fi de la revolta de 24 o potser durant la dinastia Flàvia, va ser reclutada una cohort de musulamis, la cohors I Flavia Musulamiorum, que trobem posicionada el 69-70 a Judea durant la primera guerra judeoromana, a Siria sota Domicià, i després al llarg de la frontera de Numídia i de Mauretània, sota Trajà.